# Championnats de France de natation 1999
Les Championnats de France de natation en grand bassin 1999 se sont déroulés du 10 au 16 mai 1999 à Dunkerque.

## Podiums

### Hommes
| Discipline | Or                                           | Temps          | Argent                                       | Temps          | Bronze                                   | Temps          |
| Nage libre |                                              |                |                                              |                |                                          |                |
| 50 m       | Frédéric Dutillieux Dauphins du Toulouse OEC | 23 s 20        | Julien Sicot CS Clichy 92                    | 23 s 35        | Pierrick Chavatte US St-André            | 23 s 61        |
| 100 m      | Romain Barnier CN Antibes                    | 50 s 66        | Frédéric Dutillieux Dauphins du Toulouse OEC | 51 s 39        | Ludovic Depickere Dauphins Wattrelos     | 51 s 48        |
| 200 m      | Yann de Fabrique ACBB                        | 1 min 51 s 27  | Lionel Poirot Dauphins du Toulouse OEC       | 1 min 51 s 52  | Emmanuel Devreau Dunkerque Nat.          | 1 min 52 s 21  |
| 400 m      | Sylvain Cros SN Strasbourg                   | 3 min 56 s 80  | Nicolas Rostoucher Mulhouse ON               | 3 min 57 s 23  | Walter Monberge Dauphins du Toulouse OEC | 3 min 57 s 42  |
| 1500 m     | Sylvain Cros SN Strasbourg                   | 15 min 28 s 01 | Guy-Noël Schmitt SN Strasbourg               | 15 min 30 s 47 | Sébastien Durindel Racing club de France | 15 min 42 s 05 |
| Dos        |                                              |                |                                              |                |                                          |                |
| 100 m      | Simon Dufour CN Cévennes Alès                | 56 s 80        | Romain Barnier CN Antibes                    | 57 s 36        | Stéphane Herniou CN Cannes               | 57 s 96        |
| 200 m      | Simon Dufour CN Cévennes Alès                | 2 min 1 s 54   | Jean-Yves Faure Montpellier ANUC             | 2 min 5 s 85   | Stéphane Herniou CN Cannes               | 2 min 6 s 13   |
| Brasse     |                                              |                |                                              |                |                                          |                |
| 100 m      | Stéphan Perrot CN Cannes                     | 1 min 2 s 93   | Jean-Christophe Sarnin Alliance Dijon N.     | 1 min 3 s 50   | Hugues Duboscq CN Le Havre               | 1 min 4 s 01   |
| 200 m      | Stéphan Perrot CN Cannes                     | 2 min 13 s 62  | Yohan Bernard CN Cannes                      | 2 min 14 s 23  | Hugues Duboscq CN Le Havre               | 2 min 19 s 48  |
| Papillon   |                                              |                |                                              |                |                                          |                |
| 100 m      | Franck Esposito CN Antibes                   | 53 s 08        | Ludovic Depickere Dauphins Wattrelos         | 55 s 29        | Georges Bagri CN Paris                   | 56 s 21        |
| 200 m      | Franck Esposito CN Antibes                   | 1 min 56 s 17  | Yann de Fabrique ACBB                        | 1 min 59 s 40  | David Abrard Canet 66 Natation           | 2 min 2 s 90   |
| 4 nages    |                                              |                |                                              |                |                                          |                |
| 200 m      | Xavier Marchand Dauphins du Toulouse OEC     | 2 min 2 s 66   | Lionel Moreau CN Antibes                     | 2 min 3 s 52   | Olivier Saminadin CN Calédoniens         | 2 min 5 s 87   |
| 400 m      | Johann Le Bihan Douarnenez Nat.              | 4 min 23 s 78  | Xavier Marchand Dauphins du Toulouse OEC     | 4 min 26 s 03  | Sylvain Cros SN Strasbourg               | 4 min 28 s 13  |

### Femmes
| Discipline | Or                                                      | Temps         | Argent                                     | Temps         | Bronze                                  | Temps         |
| Nage libre |                                                         |               |                                            |               |                                         |               |
| 50 m       | Solenne Figuès de Sainte Marie Dauphins du Toulouse OEC | 26 s 66       | Anne-Françoise Glatre CN Lamballe          | 26 s 80       | Élodie Labache Aliance Dijon Nat.       | 27 s 18       |
| 100 m      | Solenne Figuès de Sainte Marie Dauphins du Toulouse OEC | 56 s 72       | Anne-Françoise Glatre CN Lamballe          | 57 s 81       | Marianne Le Verge CN Brest              | 58 s 17       |
| 200 m      | Solenne Figuès de Sainte Marie Dauphins du Toulouse OEC | 2 min 2 s 43  | Aurélie Gresset ASEC Saint-Paul La Réunion | 2 min 4 s 04  | Ingrid Bourre CN Melun-Dammarie         | 2 min 4 s 11  |
| 400 m      | Ingrid Bourre CN Melun-Dammarie                         | 4 min 17 s 55 | Laetitia Choux Mulhouse ON                 | 4 min 17 s 91 | Flora Lamotte CN Melun-Dammarie         | 4 min 20 s    |
| 800 m      | Ingrid Bourre CN Melun-Dammarie                         | 8 min 46 s 92 | Flora Lamotte CN Melun-Dammarie            | 8 min 52 s 35 | Laetitia Choux Mulhouse ON              | 8 min 55 s 70 |
| Dos        |                                                         |               |                                            |               |                                         |               |
| 100 m      | Anne-Françoise Glatre CN Lamballe                       | 1 min 3 s 82  | Roxana Maracineanu Mulhouse ON             | 1 min 3 s 95  | Hélène Ricardo Dauphins du Toulouse OEC | 1 min 4 s 53  |
| 200 m      | Roxana Maracineanu Mulhouse ON                          | 2 min 15 s 02 | Hélène Ricardo Dauphins du Toulouse OEC    | 2 min 17 s 10 | Fanny Leclercq EP Manosque              | 2 min 20 s 01 |
| Brasse     |                                                         |               |                                            |               |                                         |               |
| 100 m      | Karine Bremond Istres SN                                | 1 min 11 s 74 | Constance Leblond CS Clichy 92             | 1 min 12 s 07 | Delphine Leprest CN Melun-Dammarie      | 1 min 12 s 21 |
| 200 m      | Karine Bremond Istres SN                                | 2 min 32 s 17 | Anne Amardeilh CN Marseille                | 2 min 34 s 86 | Delphine Leprest CN Melun-Dammarie      | 2 min 35 s 83 |
| Papillon   |                                                         |               |                                            |               |                                         |               |
| 100 m      | Cécile Jeanson CNS St-Estève                            | 1 min 1 s 63  | Aurore Mongel Mulhouse ON                  | 1 min 3 s 55  | Diane Bui Duyet CN Calédoniens          | 1 min 3 s 69  |
| 200 m      | Cécile Jeanson CNS St-Estève                            | 2 min 15 s 58 | Ingrid Bourre CN Melun-Dammarie            | 2 min 15 s 60 | Sophie Gosse CS Clichy 92               | 2 min 16 s 96 |
| 4 nages    |                                                         |               |                                            |               |                                         |               |
| 200 m      | Anne Amardeilh CN Marseille                             | 2 min 19 s 54 | Roxana Maracineanu Mulhouse ON             | 2 min 19 s 62 | Aurélie Gresset ASEC St-Paul La Réunion | 2 min 20 s 71 |
| 400 m      | Marjorie Distel Dauphins Obernai                        | 4 min 56 s 04 | Aurélie Gresset ASEC St-Paul La Réunion    | 4 min 56 s 93 | Anne Amardeilh CN Marseille             | 4 min 57 s 65 |